# مک‌لاولین موتور
مک‌لاولین موتور (انگلیسی: McLaughlin Motor) شرکت خودروسازی آمریکایی بود، که در سال ۱۸۶۹ توسط رابرت مک‌لاولین تأسیس شد.